# 次数付きベクトル空間
数学における次数付きベクトル空間（じすうつきベクトルくうかん、英: graded vector space; 次数ベクトル空間、次数付き線型空間、次数線型空間）は、次数付け (grading) と呼ばれる追加の構造を持つベクトル空間であり、次数付けにより適当な線型部分空間の直和として記述される。

## 導入
非負整数全体の成す集合 ℕ に対し、ℕ で次数付けられたベクトル空間はしばしば単に次数線型空間のように ℕ を落として呼ばれる。次数付きベクトル空間 V は、各 Vn がベクトル空間となるような形の直和分解 {\displaystyle V=\bigoplus _{n\in \mathbb {N} }V_{n}} を持つベクトル空間を言う。また各 n に対し Vn を次数 n の斉次成分、その各元を次数 n の斉次元と呼ぶ。
次数付き線型空間は一般的によく用いられる概念である。例えば、
{\displaystyle \mathbb {C} [z]=\bigoplus _{n\in \mathbb {N} }\mathbb {C} z^{n}}
のように一変数（あるいは多変数）の多項式全体の成す集合は次数付き線型空間を成し、その次数 n の斉次元はちょうど斉次次数 n の斉次多項式——次数 n の単項式からなる線型結合——によって与えられる。他にもベクトル空間 V に対して、そのテンソル代数 T(V) や対称代数 S(V) あるいは外積代数 {\displaystyle \textstyle \bigwedge (V)} などにも自然に次数を定義することができる。

## 一般の定義
次数付きベクトル空間の各斉次成分は、自然数の集合 ℕ に限らず、任意の添字集合 I で添字付けることができる。すなわち、I-次数付き線型空間 V は集合 I の各元 i で添字付けられた部分線型空間の直和 {\displaystyle V=\bigoplus _{i\in I}V_{i}} に書けるベクトル空間を言う。
特に、添字集合 I が整数の剰余類環 Z/2Z の場合は物理学において重要で、Z/2Z-次数付き線型空間は超ベクトル空間とも呼ばれる。

## 次数付き準同型
一般の添字集合 I に対する I-次数線型空間の間の線型写像 f: V → W が次数付き線型写像であるとは、それが斉次元の次数付けを保つとき、すなわち {\displaystyle f(V_{i})\subseteq W_{i}\quad (\forall i\in I)} を満たすときに言う。次数線型写像のことを、次数線型空間の間の準同型または射とも、あるいは斉次線型写像とも呼ぶ。
係数体および添字集合を固定して考えるとき、次数付き線型空間の全体は次数線型写像を射として圏を成す。
I が可換モノイドであるときには（たとえば自然数の集合 ℕ のときはそう）、より一般に任意の i ∈ I に対する斉次性を {\displaystyle f(V_{j})\subseteq W_{i+j}\quad (\forall j\in I)} なる条件によって定義することができる。ここで "+" はモノイドの演算とする。さらに I が消約性を満足し、したがって適当な可換群に埋め込めるときは（たとえば自然数の集合 ℕ のときはそう）、I の生成する可換群 A の任意の元 i を次数として斉次線型写像を同じ式（ただし "+" を A の群演算として）で定義できる。とくに、任意の i ∈ I に対し、(−i)-次の斉次準同型は {\displaystyle f(V_{i+j})\subseteq W_{j}\quad (\forall j\in I)} で定義される。ただし、j − i が I に入らないときには f(Vj) ≔ 0 とする。
線型空間からそれ自身への線型写像全体が自己準同型環と呼ばれる結合多元環を成すのとまったく同様にして、次数線型空間上の斉次自己準同型全体は（次数をモノイド I に制限しても、群 A の元となることを許しても、それぞれで次数付けられる）結合的な次数付き多元環を成す。

## 次数線型空間の演算
ベクトル空間の場合と同様に次数線型空間に対しても、既知の次数線型空間から新たな次数線型空間を与える操作（次数ベクトル空間同士の演算）をいくつか定義することができる。
同じ I で次数付けられた二つの I-次数線型空間 V, W に対し、それらの直和は {\displaystyle V\oplus W:=\bigoplus _{i}X_{i};\quad X_{i}:=V_{i}\oplus W_{i}\qquad (\forall i\in I)} として次数付けられる I-次数線型空間を言う。
I が半群であるとき、ふたつの I-次数線型空間 V, W のテンソル積 {\textstyle V\otimes W=\bigoplus _{i}X_{i}} は {\displaystyle X_{i}:=\bigoplus _{j+k=i}V_{j}\otimes W_{k}} なる I-次数線型空間を言う。